# Winslow Rock
Der Winslow Rock ist eine Klippe im Archipel der Biscoe-Inseln vor der Westküste der Antarktischen Halbinsel. Der Felsen liegt vor der Ostseite der Lavoisier-Insel und ist Standort einer Pinguinkolonie.
Das UK Antarctic Place-Names Committee benannte ihn 1960 nach dem US-amerikanischen Physiologen Charles-Edward Amory Winslow (1877–1957), der sich unter anderem mit den Reaktionen des menschlichen Körpers in kalten Gebieten auseinandergesetzt hatte.